# Dominique Horwitz
Dominique Horwitz (* 23. dubna 1957, Paříž) je francouzský herec a zpěvák.

## Život
Oba jeho rodiče byli židovského původu a uprchli z nacistického Německa. V roce 1971 se rodina přestěhovala do Berlína. V mládí navštěvoval francouzsko-německé gymnázium. Má sestru a bratra. Když mu bylo dvacet let, přestěhoval se do Hamburku, kde se později oženil. Se svojí první ženou Patrícií má dvě děti Miriam a Laszlo. Dodnes žije se svou druhou ženou Annou, se kterou má děti Mickyho a Marlene, v Tiefengrubenu, poblíž Výmaru v Durynsku.
Jeho nejznámější postavou je Fritz Reiser ve filmu Stalingrad.